# Osbyholm
Osbyholm är en tätort i Hörby kommun i Skåne län. Osbyholms slott ligger strax norr om byn, på andra sidan E22-an.

## Befolkningsutveckling
| Befolkningsutvecklingen i Osbyholm 1960–2020 | Befolkningsutvecklingen i Osbyholm 1960–2020 | Befolkningsutvecklingen i Osbyholm 1960–2020 | Befolkningsutvecklingen i Osbyholm 1960–2020 | Befolkningsutvecklingen i Osbyholm 1960–2020 |
| -------------------------------------------- | -------------------------------------------- | -------------------------------------------- | -------------------------------------------- | -------------------------------------------- |
|                                              |                                              |                                              |                                              |                                              |
| År                                           |                                              |                                              | Folkmängd                                    | Areal (ha)                                   |
| 1960                                         | 1960                                         |                                              | 202                                          |                                              |
| 1965                                         | 1965                                         |                                              | 252                                          |                                              |
| 1970                                         | 1970                                         |                                              | 271                                          |                                              |
| 1975                                         | 1975                                         |                                              | 299                                          |                                              |
| 1980                                         | 1980                                         |                                              | 340                                          |                                              |
| 1990                                         | 1990                                         |                                              | 246                                          | 38                                           |
| 1995                                         | 1995                                         |                                              | 242                                          | 38                                           |
| 2000                                         | 2000                                         |                                              | 243                                          | 38                                           |
| 2005                                         | 2005                                         |                                              | 260                                          | 38                                           |
| 2010                                         | 2010                                         |                                              | 269                                          | 40                                           |
| 2015                                         | 2015                                         |                                              | 298                                          | 44                                           |
| 2020                                         | 2020                                         |                                              | 307                                          | 44                                           |
|                                              |                                              |                                              |                                              |                                              |